# Programa Moscamed en Guatemala
El Programa Moscamed en Guatemala es una entidad oficial encargada de la detección y control de la mosca del Mediterráneo en Guatemala. Debe su funcionamiento a los convenios internacionales suscritos por los Gobiernos de Guatemala, Estados Unidos y México. El Programa Moscamed opera a nivel regional en Guatemala y Chiapas, estado fronterizo de México con Guatemala. En Belice su programa Moscamed opera bajo un convenio internacional suscrito por los Gobiernos de Guatemala y Estados Unidos. En Guatemala opera como una unidad descentralizada del Ministerio de Agricultura, Ganadería y Alimentación de Guatemala.
Los objetivos del Programa Moscamed en Guatemala son: 
1. Proteger las áreas libres de la moscamed en Guatemala, el sur de México, y Estados Unidos,
2. Mantener el estatus fitosanitario libre de la moscamed en México y Estados Unidos y en el Peten de Guatemala

## Áreas de trabajo
El Programa Moscamed en Guatemala opera en 2/3 partes del territorio guatemalteco. Las actividades de trabajo se orientan a detectar oportunamente la presencia de la mosca del Mediterráneo en Guatemala y suprimir con una integración de controles las detecciones y los brotes de la mosca en las áreas de influencia.  Las actividades se concentran en tres áreas de trabajo:
- Área libre
- Área de baja prevalencia (o área de amortiguamiento)
- Área de supresión

## Centros de trabajo
El Programa Moscamed en Guatemala opera desde los siguientes centros de trabajo:
- Centro de Operaciones Petén en Santa Elena, Petén
- Centro de Operaciones de la Franja Transversal del Norte (FTN) en Fray Bartolomé de las Casas, Alta Verapaz
- Centro de Operaciones de Noroccidente en Huehuetenango, Huehuetenango
- Centro de Operaciones Suroccidente en San Sebastián, Retalhuleu
- Centro de Recepción, Empaque y Liberación de Adulto Frío de mosca del Mediterráneo en Retalhuleu y Santa Rosa
- Planta de producción de mosca del Mediterráneo estéril El Pino en Barberena, Santa Rosa

#### Control de Cuarentena
- Puesto de Cuarentena de Frutas Las Palmas , San Antonio Suchitepéquez ,  Suchitepéquez
- Puesto de Cuarentena de Frutas Canchatán, Poptún ,  Petén
- Puesto de Cuarentena de Frutas Pucal,  Huehuetenango

## Detección de la plaga
La determinación de la ubicación de la plaga se realiza por medio de trampas con atrayentes específicos sexuales, alimenticios y visuales para la captura de adultos de mosca del Mediterráneo y por muestreo de frutos hospedantes para detectar la presencia de estados inmaduros de la plaga.

## Actividades de control
Para el control y erradicación de la mosca del Mediterráneo el Programa Moscamed en Guatemala utiliza las siguientes técnicas:
- Control por aspersiones de un producto de origen natural aprobado para su uso en la agricultura orgánica por las entidades correspondientes
- Control mecánico mediante la destrucción de fruta dañada
- Control autocida con producción y liberación de moscas estériles
- Control legal con la operación de puestos de cuarentena interna ubicados estratégicamente

## Beneficios
La erradicación de la plaga en Guatemala protege la producción de frutas del daño que ocasiona la mosca del Mediterráneo y a la vez contribuye a la generación y mantenimiento de las áreas libres, a efecto de que el comercio de productos hortofrutícolas de exportación estén libres de restricciones cuarentenarias.